# 1591
Il 1591 (MDXCI in numeri romani) è un anno  del XVI secolo.

## Eventi
- 29 ottobre – Innocenzo IX diventa papa, sebbene per pochi mesi.
- I vescovi francesi riconoscono Enrico IV come legittimo re, in contrapposizione ai cattolici sostenitori del duca di Guisa.

### America del Nord
- Su un libro riguardante i viaggi di Theodor de Bry appaiono le prime raffigurazioni della vita, i costumi e le tradizioni dei nativi americani, ad opera di Jacques Le Moyne de Morgues.

## Nati

### Gennaio
- 3 gennaio - Valentin de Boulogne, pittore francese († 1632)
- 4 gennaio - William Spencer, II barone Spencer di Wormleighton, nobile inglese († 1636)
- 7 gennaio - Dorotea di Sassonia, religiosa tedesca († 1617)
- 11 gennaio - Robert Devereux, III conte di Essex, militare inglese († 1646)
- 14 gennaio - Paolo Mattei, nobile, presbitero e funzionario italiano († 1638)
- 29 gennaio - François du Jon, filologo tedesco († 1677)

### Febbraio
- 2 febbraio - Guercino, pittore italiano († 1666)
- 17 febbraio - Jusepe de Ribera, pittore spagnolo († 1652)
- 21 febbraio - Girard Desargues, matematico francese († 1661)
- 25 febbraio - Friedrich Spee, gesuita e scrittore tedesco († 1635)

### Marzo
- 2 marzo - Isabella di Savoia, nobildonna italiana († 1626)
- 6 marzo - Tommaso Tamburino, gesuita e filosofo italiano († 1675)
- 15 marzo - Alexandre de Rhodes, gesuita e missionario francese († 1660)
- 19 marzo - Dirck Hals, pittore e disegnatore olandese († 1656)
- 28 marzo - William Cecil, II conte di Salisbury, nobile e politico britannico († 1668)

### Aprile
- 5 aprile - Federico Ulrico di Brunswick-Lüneburg, nobile († 1634)
- 25 aprile - Ferdinando Donno, poeta italiano († 1649)
- 25 aprile - Marcos de Torres y Rueda, vescovo cattolico spagnolo († 1649)

### Maggio
- 1º maggio - Johann Adam Schall von Bell, gesuita tedesco († 1666)

### Giugno
- 16 giugno - Joseph Solomon Delmedigo, scienziato italiano († 1655)

### Luglio
- 17 luglio - Anne Hutchinson, teologa inglese († 1643)

### Agosto
- 6 agosto - Giorgio Guglielmo del Palatinato-Zweibrücken-Birkenfeld, nobile tedesco († 1669)
- 12 agosto - Luisa di Marillac, religiosa francese († 1660)
- 24 agosto - Robert Herrick, poeta inglese († 1674)
- 28 agosto - Giovanni Cristiano di Brieg, duca († 1639)

### Settembre
- 1º settembre - Olimpia Gonzaga, religiosa italiana († 1645)
- 8 settembre - Angélique Arnauld, religiosa francese († 1661)
- 29 settembre - Michele dei Santi, religioso spagnolo († 1625)

### Ottobre
- 2 ottobre - Margherita Gonzaga di Lorena, nobildonna italiana († 1632)
- 6 ottobre - Settimia Caccini, soprano e compositrice italiana
- 7 ottobre - Pierre Le Muet, architetto francese († 1669)
- 13 ottobre - Cosimo Fanzago, scultore e architetto italiano († 1678)
- 22 ottobre - Alfonso III d'Este, nobile e religioso italiano († 1644)

### Novembre
- 10 novembre - Eleonora de' Medici, nobildonna italiana († 1617)
- 11 novembre - Date Hidemune, militare giapponese († 1658)
- 30 novembre - Andrea Bobola, gesuita e missionario polacco († 1657)

### Dicembre
- 6 dicembre - Nicolas Régnier, pittore fiammingo († 1667)
- 12 dicembre - Johann Christoph von Liechtenstein-Kastelkorn, vescovo cattolico austriaco († 1643)
- 22 dicembre - Tommaso Dingli, architetto maltese († 1666)
- 30 dicembre - Joseph Fürttenbach, matematico e ingegnere tedesco († 1667)

### Senza giorno specificato
- Ioasaf II, monaco cristiano e arcivescovo ortodosso russo († 1672)
- Richard Brandon, boia britannico († 1649)
- Domenico Bruni, pittore italiano († 1666)
- Willem Buytewech, pittore, incisore e disegnatore olandese († 1624)
- Torquato II Conti, III duca di Poli e Guadagnolo, condottiero italiano
- Balthasar Florisz van Berckenrode, incisore, cartografo e editore fiammingo († 1645)
- Gian Bernardo Frugoni, doge († 1661)
- William Greenhill, religioso e predicatore inglese († 1671)
- Luigi La Nuza, presbitero e missionario italiano († 1656)
- Paul Le Jeune, gesuita francese († 1664)
- William Lenthall, politico inglese († 1662)
- Jean Leurechon, matematico francese († 1670)
- Niccolò III Malatesta, condottiero italiano († 1633)
- Giovanni Battista Mercati, pittore e incisore italiano
- Jean Morin, religioso, teologo e predicatore francese († 1659)
- Pietro Martire Neri, pittore italiano († 1661)
- Ivan Neronov, religioso russo († 1670)
- Paolo Giordano II Orsini, sovrano italiano († 1656)
- Christopher Potter, presbitero britannico († 1646)
- Jan Roos, pittore fiammingo († 1638)
- Edward Sackville, IV conte di Dorset, politico inglese († 1652)
- Gerard Seghers, pittore fiammingo († 1651)
- Agazio di Somma, vescovo cattolico e letterato italiano († 1671)
- Bartholomeus Strobel il Giovane, pittore tedesco
- Giovanni Giacomo Tencalla, scultore e architetto svizzero († 1653)
- Richard Weston, agronomo britannico († 1652)
- Johannes Zellweger, politico svizzero
- Lucas de Wael, pittore fiammingo († 1661)
- Pier Francesco de' Rossi, nobile e giurista italiano († 1673)

## Morti

### Gennaio
- 7 gennaio - Jacobus de Kerle, compositore e cantore fiammingo
- 13 gennaio - Antonio Carafa, cardinale e bibliotecario italiano (n. 1538)
- 22 gennaio - William Patenson, presbitero e missionario inglese
- 31 gennaio - Troilo II de' Rossi, nobile e militare italiano

### Febbraio
- 6 febbraio - Anna Sofia di Prussia, principessa prussiana (n. 1527)
- 15 febbraio - Toyotomi Hidenaga, militare giapponese (n. 1540)
- 18 febbraio - Giovanni Battista Naldini, pittore italiano (n. 1535)
- 26 febbraio - Vespasiano I Gonzaga, condottiero, politico e mecenate italiano (n. 1531)

### Marzo
- 16 marzo - Alfonso Piccolomini Todeschini, condottiero italiano (n. 1558)
- 18 marzo - Giovanni Antonio Serbelloni, cardinale e vescovo cattolico italiano (n. 1519)
- 22 marzo - John Erskine of Dun, religioso scozzese (n. 1509)

### Aprile
- 5 aprile - Piotr Myszkowski, vescovo cattolico polacco (n. 1510)
- 9 aprile - Emilia di Sassonia (n. 1516)
- 21 aprile - Sen no Rikyū, monaco buddhista giapponese (n. 1522)
- 25 aprile - Giovanni Gerolamo Albani, politico, giurista e cardinale italiano (n. 1509)
- 28 aprile - Giulio Licinio, pittore italiano (n. 1527)
- 28 aprile - Ippolito de' Rossi, cardinale e vescovo cattolico italiano (n. 1531)

### Maggio
- 3 maggio - Antonio Abondio, numismatico italiano (n. 1538)
- 4 maggio - Hugo Donellus, giurista francese (n. 1527)
- 5 maggio - Mateo Vázquez de Leca, presbitero e politico spagnolo
- 15 maggio - Dmitrij Ivanovič di Russia,  russo (n. 1582)
- 23 maggio - John Blitheman, organista e compositore inglese
- 26 maggio - Elia VII, vescovo cristiano orientale siro

### Giugno
- 8 giugno - Íñigo López de Mendoza y Manrique de Luna, nobile spagnolo
- 11 giugno - Martino Longhi il vecchio, architetto italiano (n. 1534)
- 21 giugno - Luigi Gonzaga, gesuita e santo italiano (n. 1568)

### Luglio
- 2 luglio - Vincenzo Galilei, compositore, teorico musicale e liutista italiano
- 10 luglio - Anna d'Assia, nobile (n. 1529)
- 12 luglio - Hasan Pascià, ammiraglio ottomano (n. 1544)
- 14 luglio - Francesco Paciotto, architetto e ingegnere italiano (n. 1521)
- 18 luglio - Jacobus Gallus, compositore sloveno (n. 1550)
- 22 luglio - Veronica Franco, poetessa italiana (n. 1546)

### Agosto
- 4 agosto - François de La Noue, condottiero e scrittore francese (n. 1531)
- 14 agosto - Girolamo Piatti, gesuita e scrittore italiano (n. 1548)
- 18 agosto - Bernardino Campi, pittore italiano (n. 1522)
- 20 agosto - Francesco Terzi, pittore italiano (n. 1523)
- 23 agosto - Luis de León, poeta, traduttore e teologo spagnolo (n. 1527)
- 30 agosto - Girolamo Lippomano, ambasciatore italiano (n. 1538)

### Settembre
- 10 settembre - Richard Grenville, corsaro, navigatore e politico inglese (n. 1542)
- 19 settembre - Alonso de Orozco, mistico spagnolo (n. 1500)
- 19 settembre - Giovanni Agostino Adorno, religioso italiano (n. 1551)
- 21 settembre - Ambrosio de Morales, umanista, storico e archeologo spagnolo (n. 1513)
- 22 settembre - Juan de Lanuza y Perellós, politico, giurista e nobile spagnolo
- 25 settembre - Cristiano I di Sassonia, principe (n. 1560)
- 29 settembre - Giovanni II della Frisia orientale, conte (n. 1538)

### Ottobre
- 3 ottobre - Vincenzo Campi, pittore italiano (n. 1536)
- 8 ottobre - François de Châtillon, militare francese (n. 1557)
- 15 ottobre - Orazio Tigrini, musicista e teorico musicale italiano (n. 1541)
- 16 ottobre - Papa Gregorio XIV, papa, vescovo cattolico e cardinale italiano (n. 1535)
- 23 ottobre - Alessandro I da Correggio, politico italiano (n. 1550)
- 26 ottobre - Ascanio de' Mori da Ceno, poeta e militare italiano (n. 1533)
- 30 ottobre - Luzio Dolci, pittore italiano

### Dicembre
- 2 dicembre - Fabrizio Gesualdo, nobile, compositore e mecenate italiano (n. 1538)
- 7 dicembre - Pedro Moya de Contreras, arcivescovo cattolico spagnolo
- 10 dicembre - Edmund Gennings, presbitero inglese (n. 1557)
- 10 dicembre - Polydore Plasden, presbitero inglese (n. 1563)
- 10 dicembre - Swithun Wells,  inglese
- 10 dicembre - Eustachio White, presbitero inglese (n. 1559)
- 14 dicembre - Giovanni della Croce, presbitero e santo spagnolo (n. 1542)
- 19 dicembre - Hōjō Ujinao, militare giapponese (n. 1562)
- 20 dicembre - Juan de Lanuza y Urrea, magistrato, politico e nobile spagnolo (n. 1564)
- 23 dicembre - Gian Vincenzo Gonzaga, cardinale italiano (n. 1540)
- 30 dicembre - Papa Innocenzo IX, papa, vescovo cattolico e cardinale italiano (n. 1519)

### Senza giorno specificato
- Ercole Malatesta, militare e condottiero italiano
- Jost Amman, illustratore svizzero (n. 1539)
- Dorotea Barresi e Santapau, nobile italiana (n. 1536)
- Martino Bassi, architetto italiano (n. 1542)
- Carlo Birago, condottiero italiano
- Barnabé Brisson, diplomatico francese (n. 1531)
- Bartolomeo Brutti, diplomatico italiano
- Humphrey Cole, artigiano inglese (n. 1530)
- Jacopo Coppi, pittore italiano (n. 1523)
- Giulio De Rossi, pittore italiano (n. 1525)
- Angelo di Costanzo, storico e poeta italiano
- Giovanni Francesco Fara,  spagnolo (n. 1543)
- Ercole Lamia, vescovo cattolico italiano
- Joan Martines, cartografo e cosmografo italiano
- Diofebo II Meli Lupi, condottiero italiano (n. 1532)
- Bernard van Merode, militare fiammingo (n. 1510)
- William Mundy, compositore inglese
- Melchior Neusidler, liutista tedesco (n. 1531)
- Marco degli Oddi, medico e filosofo italiano (n. 1526)
- Gaspar Gil Polo, poeta e romanziere spagnolo (n. 1530)
- Juan Ponce de León II, esploratore spagnolo
- Giovanni Battista Ragazzini, pittore italiano (n. 1520)
- Andrea Relencini, matematico e artigiano italiano (n. 1541)
- António Ribeiro Chiado, poeta portoghese (n. 1520)
- Giulio Roscio, presbitero e scrittore italiano
- Claude de Sainctes, vescovo cattolico francese
- Saitō Tomonobu, militare giapponese (n. 1527)
- Hermann Thyraeus, teologo e gesuita tedesco (n. 1532)
- Francesco de' Vieri, filosofo italiano (n. 1524)
- Mattia Aquario, teologo italiano
- Noël du Fail, scrittore francese (n. 1510)
- Ōta Sukemasa, militare giapponese (n. 1522)

## Calendario
| Calendario 1591 | Calendario 1591 | Calendario 1591 | Calendario 1591 | Calendario 1591 | Calendario 1591 | Calendario 1591 | Calendario 1591 | Calendario 1591 | Calendario 1591 | Calendario 1591 | Calendario 1591 | Calendario 1591 | Calendario 1591 | Calendario 1591 | Calendario 1591 | Calendario 1591 | Calendario 1591 | Calendario 1591 | Calendario 1591 | Calendario 1591 | Calendario 1591 | Calendario 1591 | Calendario 1591 | Calendario 1591 | Calendario 1591 | Calendario 1591 | Calendario 1591 | Calendario 1591 | Calendario 1591 | Calendario 1591 | Calendario 1591 | Calendario 1591 |
| --------------- | --------------- | --------------- | --------------- | --------------- | --------------- | --------------- | --------------- | --------------- | --------------- | --------------- | --------------- | --------------- | --------------- | --------------- | --------------- | --------------- | --------------- | --------------- | --------------- | --------------- | --------------- | --------------- | --------------- | --------------- | --------------- | --------------- | --------------- | --------------- | --------------- | --------------- | --------------- | --------------- |
|                 | 1               | 2               | 3               | 4               | 5               | 6               | 7               | 8               | 9               | 10              | 11              | 12              | 13              | 14              | 15              | 16              | 17              | 18              | 19              | 20              | 21              | 22              | 23              | 24              | 25              | 26              | 27              | 28              | 29              | 30              | 31              |                 |
| Gennaio         | Ma              | Me              | Gi              | Ve              | Sa              | Do              | Lu              | Ma              | Me              | Gi              | Ve              | Sa              | Do              | Lu              | Ma              | Me              | Gi              | Ve              | Sa              | Do              | Lu              | Ma              | Me              | Gi              | Ve              | Sa              | Do              | Lu              | Ma              | Me              | Gi              |                 |
| Febbraio        | Ve              | Sa              | Do              | Lu              | Ma              | Me              | Gi              | Ve              | Sa              | Do              | Lu              | Ma              | Me              | Gi              | Ve              | Sa              | Do              | Lu              | Ma              | Me              | Gi              | Ve              | Sa              | Do              | Lu              | Ma              | Me              | Gi              |                 |                 |                 |                 |
| Marzo           | Ve              | Sa              | Do              | Lu              | Ma              | Me              | Gi              | Ve              | Sa              | Do              | Lu              | Ma              | Me              | Gi              | Ve              | Sa              | Do              | Lu              | Ma              | Me              | Gi              | Ve              | Sa              | Do              | Lu              | Ma              | Me              | Gi              | Ve              | Sa              | Do              |                 |
| Aprile          | Lu              | Ma              | Me              | Gi              | Ve              | Sa              | Do              | Lu              | Ma              | Me              | Gi              | Ve              | Sa              | Do              | Lu              | Ma              | Me              | Gi              | Ve              | Sa              | Do              | Lu              | Ma              | Me              | Gi              | Ve              | Sa              | Do              | Lu              | Ma              |                 |                 |
| Maggio          | Me              | Gi              | Ve              | Sa              | Do              | Lu              | Ma              | Me              | Gi              | Ve              | Sa              | Do              | Lu              | Ma              | Me              | Gi              | Ve              | Sa              | Do              | Lu              | Ma              | Me              | Gi              | Ve              | Sa              | Do              | Lu              | Ma              | Me              | Gi              | Ve              |                 |
| Giugno          | Sa              | Do              | Lu              | Ma              | Me              | Gi              | Ve              | Sa              | Do              | Lu              | Ma              | Me              | Gi              | Ve              | Sa              | Do              | Lu              | Ma              | Me              | Gi              | Ve              | Sa              | Do              | Lu              | Ma              | Me              | Gi              | Ve              | Sa              | Do              |                 |                 |
| Luglio          | Lu              | Ma              | Me              | Gi              | Ve              | Sa              | Do              | Lu              | Ma              | Me              | Gi              | Ve              | Sa              | Do              | Lu              | Ma              | Me              | Gi              | Ve              | Sa              | Do              | Lu              | Ma              | Me              | Gi              | Ve              | Sa              | Do              | Lu              | Ma              | Me              |                 |
| Agosto          | Gi              | Ve              | Sa              | Do              | Lu              | Ma              | Me              | Gi              | Ve              | Sa              | Do              | Lu              | Ma              | Me              | Gi              | Ve              | Sa              | Do              | Lu              | Ma              | Me              | Gi              | Ve              | Sa              | Do              | Lu              | Ma              | Me              | Gi              | Ve              | Sa              |                 |
| Settembre       | Do              | Lu              | Ma              | Me              | Gi              | Ve              | Sa              | Do              | Lu              | Ma              | Me              | Gi              | Ve              | Sa              | Do              | Lu              | Ma              | Me              | Gi              | Ve              | Sa              | Do              | Lu              | Ma              | Me              | Gi              | Ve              | Sa              | Do              | Lu              |                 |                 |
| Ottobre         | Ma              | Me              | Gi              | Ve              | Sa              | Do              | Lu              | Ma              | Me              | Gi              | Ve              | Sa              | Do              | Lu              | Ma              | Me              | Gi              | Ve              | Sa              | Do              | Lu              | Ma              | Me              | Gi              | Ve              | Sa              | Do              | Lu              | Ma              | Me              | Gi              |                 |
| Novembre        | Ve              | Sa              | Do              | Lu              | Ma              | Me              | Gi              | Ve              | Sa              | Do              | Lu              | Ma              | Me              | Gi              | Ve              | Sa              | Do              | Lu              | Ma              | Me              | Gi              | Ve              | Sa              | Do              | Lu              | Ma              | Me              | Gi              | Ve              | Sa              |                 |                 |
| Dicembre        | Do              | Lu              | Ma              | Me              | Gi              | Ve              | Sa              | Do              | Lu              | Ma              | Me              | Gi              | Ve              | Sa              | Do              | Lu              | Ma              | Me              | Gi              | Ve              | Sa              | Do              | Lu              | Ma              | Me              | Gi              | Ve              | Sa              | Do              | Lu              | Ma              |                 |